# أثر جائحة فيروس كورونا على الحج

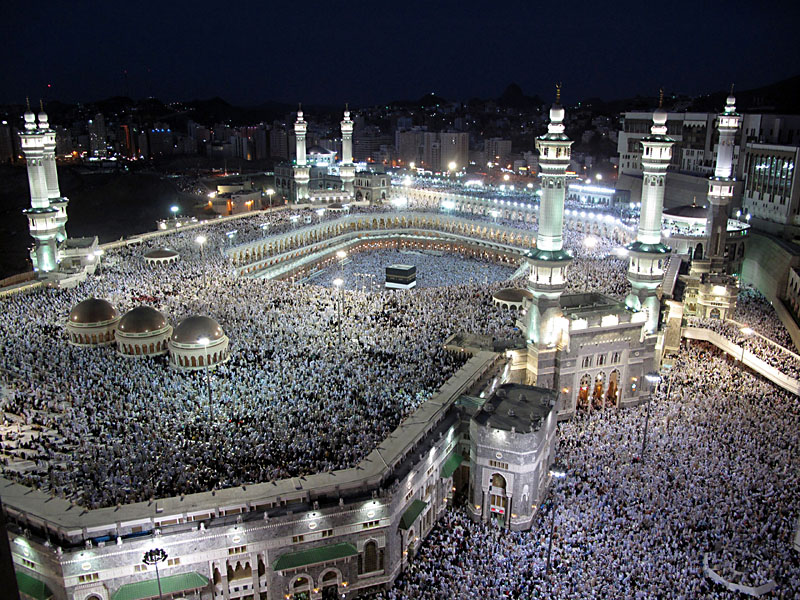
المسجد الحرام

تأثير جائحة فيروس كورونا على حج عام 1441هـ هو امتداد لتأثيرها على مختلف المناسبات والفعاليات في دول العالم التي طالها التأجيل والإلغاء أو التقييد وفق شروط معينة. أدى استمرار تفشي الوباء في العالم وتعذر احتوائه كليا قبل الوقت الذي تجري فيه الاستعدادات الرسمية لموسم الحج من كل عام، وبناء على ما أوضحته وزارة الصحة بالمملكة العربية السعودية؛ حيال استمرار مخاطر هذه الجائحة وعدم توفر اللقاح والعلاج للمصابين بعدوى الفيروس حول العالم وللحفاظ على الأمن الصحي العالمي، خاصةً مع ارتفاع معدل الإصابات في معظم الدول وفق التقارير الصادرة من الهيئات ومراكز الأبحاث الصحية العالمية، ولخطورة تفشي العدوى والإصابة في التجمعات البشرية التي يصعب توفير التباعد الآمن بين أفرادها، قررت السعودية إقامة حج العام 1441هـ بأعداد محدودة جدًا للراغبين في أداء مناسك الحج لمختلف الجنسيات من الموجودين داخل المملكة، وذلك حرصًا على إقامة الشعيرة بشكل آمن صحيًا وبما يحقق متطلبات الوقاية والتباعد الاجتماعي اللازم لضمان سلامة الإنسان وحمايته من مهددات هذه الجائحة، وتحقيقًا لمقاصد الشريعة الإسلامية في حفظ النفس البشرية.

## خلفية

### جائحة فيروس كورونا 2019–20

خريطة انتشار الحالات المؤكدة

جائحة فيروس كورونا 2019–20 هي جائحةٌ عالميةٌ مستمرةً حاليًا لمرض فيروس كورونا 2019 (كوفيد-19)، سببها فيروس كورونا 2 المرتبط بالمتلازمة التنفسية الحادة الشديدة (سارس-كوف-2). تفشّى المرض للمرة الأولى في مدينة ووهان الصينية في أوائل شهر ديسمبر عام 2019. أعلنت منظمة الصحة العالمية رسميًا في 30 يناير أن تفشي الفيروس يُشكل حالة طوارئ صحية عامة تبعث على القلق الدولي، وأكدت تحول الفاشية إلى جائحة يوم 11 مارس. ينتقل الفيروس بالدرجة الأولى عند المخالطة اللصيقة بين الأفراد، وغالبًا عبر القطيرات التنفسية الناتجة عن السعال أو العطاس أو التحدث. تسقط القطيرات عادةً على الأرض أو على الأسطح دون أن تنتقل عبر الهواء لمسافات طويلة. في سياق أقل شيوعًا، قد يُصاب الأفراد نتيجة لمس الوجه بعد لمس سطح ملوث بالفيروس.
أُبلغ عن أكثر من 668 مليون إصابةً بكوفيد-19 في أكثر من 188 دولةً ومنطقةً حتى تاريخ 22 يناير 2023، تتضمن أكثر من 6٫73 مليون حالة وفاة، بالإضافة إلى تعافي أكثر من  مصاب. 

### الحج في الإسلام
الحج في الإسلام هو حج المسلمين إلى مدينة مكة في موسم محدد من كل عام، وله شعائر معينة تسمى مناسك الحج، وهو واجب لمرة واحدة في العمر لكل بالغ قادر من المسلمين. وهو الركن الخامس من أركان الإسلام، وفرض في السنة التاسعة للهجرة، ويجب على المسلم أن يحج مرة واحدة في عمره، فإذا حج المسلم بعد ذلك مرة أو مرات كان ذلك تطوعا منه، فقد روى أبو هريرة أن النبي محمداً قال: «يا أيها الناس، قد فرض عليكم الحج فحجوا».
استقطب موسم الحج عام 1440هـ (2019) نحو 2,5 مليون شخصٍ، وكانت السعودية تتوقع وصول 2,7 مليون شخصٍ إلى أراضيها في حج 1441هـ (2020) لأداء فريضة الحج. لكن وباء كورونا كوفيد-19 وحرص السعودية على أمن قاصدي الحرمين الشريفين وسلامتهم حتى عودتهم إلى بلدانهم فرض قيودا محددة على إقامة هذه الشعيرة.

## السعودية والحج

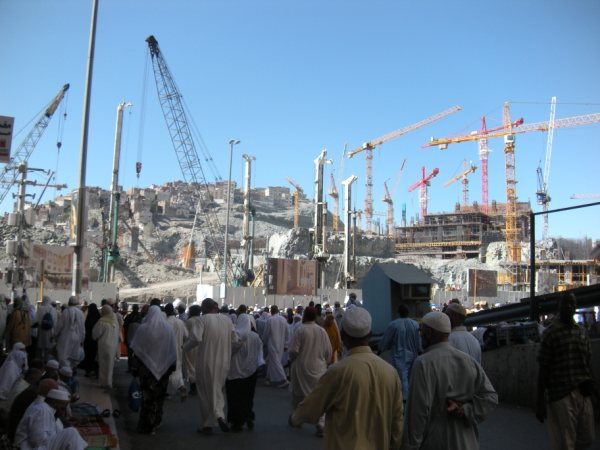
أعمال توسعة

تولي قيادة المملكة العربية السعودية تطوير قطاع الحج والعمرة وخدمة ضيوف الرحمن أولوية قصوى، ووضعت ضمن برنامجها الطموح (رؤية المملكة 2030) التزامات وأهدافاً تعمل على تحقيقها فيما يتعلق بالحج والعمرة، وأطلقت (مبادرة خدمة ضيوف الرحمن)، كما تنفذ وزارة الحج والعمرة العديد من المبادرات المتسقة مع هذا التوجه العام، بما ينعكس إيجاباً على خدمة قاصدي الحرمين الشريفين. وتلتزم السعودية تجاه ضيوف الرحمن، بشرف خدمتهم على أكمل وجه، والارتقاء بجودة الخدمات المقدمة لهم، وزيادة الطاقة الاستيعابية للمشاعر المقدسة، وتمكين ما يزيد على 15 مليون مسلم بالعالم سنوياً من الحج والعمرة وبرضا عالٍ من جودة الخدمات، وتسهيل إجراءات الحصول على التأشيرات وصولاً إلى أتمتتها وتطوير الخدمات المرتبطة بالمعتمرين، وإثراء الرحلة الدينية والتجربة الثقافية، توفير معلومات شاملة لضيوف الرحمن وتوعيتهم من خلال التطبيقات الذكية للتيسير عليهم.

## التصريحات والإجراءات بخصوص موسم حج 1441 هـ

### وزارة الحج والعمرة
سبق أن دعت سلطات المملكة المسلمين في جميع دول العالم إلى «التريث والتأني قبل وضع خطط لأداء فريضة الحج إلى أن تتضح الرؤية» بشأن فيروس كورونا. ولم يسبق أن ألغت السعودية موسم الحج في تاريخها.
كان وزير الحج والعمرة السعودي، محمد صالح بن طاهر بنتن، قد قال في مطلع شهر أبريل 2020 إن المملكة قلقة بشأن سلامة الحجاج، وحث الناس على "التريث قبل إبرام أي عقود للحج. حتى تتضح الرؤية، كما قامت المملكة برد مبالغ رسوم التأشيرات لجميع من حصلوا على تأشيرات لأداء مناسك العمرة ولم يتمكنوا من القدوم إلى البلاد" بسبب تفشي فيروس كورونا.

### منظمة الصحة العالمية
المكتب الإقليمي لشرق المتوسط لمنظمة الصحة العالمية، اقام مؤتمر صحفي عن طريق الفيديو، حول أحدث تطورات مرض فيروس كورونا المستجد (كوفيد-19)، وتحديث عن الوضع العالمي والوضع الإقليمي للجائحة وكذلك رفع القيود وسائر الإجراءات الاحترازية. وقالت الدكتورة مها طلعت، المستشارة الإقليمية لمقاومة مضادات الميكروبات للمكتب الاقيلمي لمنظمة الصحة العالمية، إن هناك نقاش ومشاورات مستمرة بين منظمة الصحة العالمية والسعودية لتحديد مصير موسم الحج، لافتة بأنه في الأيام القادمة سنحدد مصير عودة موسم الحج بالتنسيق مع السعودية وأن القرار قرار دولة. فيما أكدت الدكتورة داليا سمهوري، مديرة برنامج التأهب للطوارئ واللوائح الصحية الدولية، بالمكتب الإقليمي لشرق المتوسط أن تخفيف قيود التباعد الاجتماعي في العالم يخصع للعديد من العوامل منها اقتصادى ومنها اجتماعي وكذلك صحي. واضافت، أن السعودية تقوم باتخاذ كافة الاجراءات وفي حال عودة الحج ستكون هناك إجراءات مشددة وقوية للحماية من الإصابة بكورونا وهناك تواصل كبير معهم وسيكون هناك إشراف كامل علي أليات عودة الحج وطريقته.

### سيناريوهات محتملة
نسبت صحيفة فاينانشال تايمز البريطانية، نقلا عن مسئول رفيع المستوى في وزارة الحج والعمرة، إن السعودية تبحث تعليق موسم الحج هذا العام لأول مرة منذ تأسيسها عام 1932، وذلك بعدما وصلت حالات الإصابة بكورونا في البلاد إلى 100 ألف. وقال بأنه تم وضع سيناريوهات مختلفة، وسيتم اتخاذ قرار بخصوصها لاحقا. ومن بين المقترحات المطروحة: السماح بعدد صغير من الحجاج المحليين لأداء الفريضة مع اتخاذ إجراءات صحية صارمة، في حين أن هناك إمكانية لتعليق موسم الحج بالكامل. وقال المسؤول إن كل الخيارات مطروحة على الطاولة، لكن الأولوية لصحة وسلامة الحجيج.

### مطالبات بالإلغاء
مع توسع نطاق الإصابات بفيروس كورونا وضعف احتمالية احتواء الفيروس بشكل كامل قبل موسم الحج، بدأت عدة دول إسلامية تشهد مطالبات ومناشدات داخلية من قبل علماء الدين والبرلمانيين مطالبين حكومات بلدانهم بإلغاء الحج حفاظا على الأرواح، وقياسا على تعليق غيره من الشعائر الدينية، ففي مملكة البحرين رأى عدد من رجال الدين والنواب صعوبة إقامة مناسك الحج هذا العام في ظل تفشي فيروس كورونا في مختلف دول العالم، وعدم ظهور مصل أو علاج له، بالإضافة إلى غلق معظم مطارات العالم وتعليق حركة الطيران، لافتين إلى أن الحج تم تعليقه عشرات المرات على مر التاريخ، وكان ضمن أسباب التعليق تفشي الأوبئة والأمراض، معتبرين ذهاب المسلمين إلأداء فريضة الحج قد ينقل العدوى إلى الأراضي المقدسة وأيضا قد تنتقل العدوى إلى الحجيج، ومن ثم يعودون إلى دولهم مصابين الفيروس، مضيفين أن من واجب الحكومات المحافظة على أرواح الناس سواء بإيقاف الحج أو منع إرسال الحجاج، وأن هذا الأمر يوافق مقاصد الشريعة الإسلامية التي أمرت بحفظ النفس والنسل والمال، وأنه «لا ضرر ولا ضِرار». وفي مصر طالب عدد من نواب البرلمان، بأن تتحمل المؤسسات الدينية الرسمية مسؤوليتها في الإفتاء بإرجاء موسم الحج هذا العام، في ضوء انتشار فيروس كورونا، وما قد يتبعه من مخاطر على صحة الحجاج من حول العالم. وفي الأردن، قال وزير الأوقاف محمد الخلايلة ان قرار الحج يتعلق بطرفين الأول قرار السلطات السعودية، والقرارالثاني يعود لنا كبلد، وسيادتنا في ظل هذا الوباء، وأضاف ان القرار الأردني لن يصدر رسميا سوى قبيل موسم الحج، وذلك بحسب طبيعة انتشار الوباء في العالم.
وقال مفتي موسكو ألبير كورغانوف خلال مؤتمر صحفي عبر الإنترنت مع وكالة «سبوتنيك»،: «من السابق لأوانه تأكيد أو على العكس من ذلك، دحض ما إذا كان الحج سيكون هذا العام أم لا، ولكن وفقًا لبعض المؤشرات الموجودة اليوم، يمكن الاستعداد لحقيقة أن هذا العام، ربما لن يتم تنفيذ مراسم الحج». كما استبعدت إيران، أن «تستطيع السعودية الحد من تفشي فيروس» كورونا«والتمهيد لإقامة مناسك الحج خلال العام الجاري». حيث قال ممثل المرشد في شؤون الحج والزيارة عبد الفتاح نواب، إنه «بالنظر إلى تفشي جائحة فيروس كورونا وارتفاع أعداد المصابين في مختلف بلدان العالم ومنها السعودية فإن المسؤولين في هذا البلد لن يستطيعوا إقامة مناسك الحج خلال هذا العام إذا استمر الوضع الجاري»، حسب وكالة «فارس» الإيرانية.

### دول أعلنت الإلغاء
منذ مطلع يونيو 2020 بدأت عدة دول إسلامية في اتخاذ إجراءات لحماية رعاياها من انتقال أو نقل هذه العدوى، وهو ما تعمل عليه كل الدول حتى غير الإسلامية.
 إندونيسيا أعلنت في 2 يونيو 2020 عن إلغاء موسم الحج لمواطنيها لهذا العام بسبب وباء كورونا واستمرار القيود على السفر. وإندونيسيا تضم أكبر عدد من المسلمين في العالم، وبلغت حصتها من الحجاج 221 ألف شخص، علما أن عدد المسلمين في البلد يقدر بنحو 181 مليون شخص. وتطبق إندونيسيا نظام الحصص والذي بموجبه لا يسمح للشخص بأداء فريضة الحج سوى مرة واحدة كل 20 عاما.
 ماليزيا في 11 يونيو 2020، قررت ماليزيا منع مواطنيها من أداء الحج هذا العام بسبب مخاطر مرض كوفيد-19 الناجم عن الإصابة بالفيروس وعدم وجود لقاح للوقاية منه. وقال ذو الكفل محمد البكري وزير الشؤون الدينية في مؤتمر صحفي أذاعه التلفزيون الماليزي ”أرجو أن يتحلى الحجاج بالصبر ويتقبلوا القرار“.
 الهند في 11 يونيو 2020 قررت الهند إلغاء ترتيبات الحج للحجاج الهنود لموسم حج 1441 هـ، وقال رئيس اللجنة التنفيذية المركزية للحج الهندية مقصود أحمد خان «قررنا إلغاء جميع الترتيبات لموسم حج هذا العام، ومن الصعب جداً عمل أية ترتيبات في ظل الوقت الضيق المتبقي»، وكان من المتوقع أن يؤدي حوالي 175 ألف حاج هندي مناسك الحج لهذا العام، وكان يفترض مغادرة طلائعهم إلى مطار جدة في 25 يونيو.
كما أن كل من سنغافورة وكمبوديا وتايلاند وبروناي، أجلت أيضا إرسال مواطنيها للحج لهذا العام.

## الإعلان عن إقامة الفريضة
اختارت السعودية أفضل السيناريوهات التي تجمع بين تمكين ضيوف الرحمن من أداء مناسك الحج والعمرة وتوفر لهم في الوقت نفسه سبل الأمن الصحي والسلامة، وفي ظل استمرار الجائحة، وخطورة تفشي العدوى في التجمعات والحشود البشرية، والتنقلات بين دول العالم، وازدياد معدلات الإصابات عالميًا، قررت السعودية إقامة حج عام 1441هـ بأعداد محدودة جدًا للراغبين في أداء مناسك الحج لمختلف الجنسيات من الموجودين داخل المملكة، وذلك حرصًا على إقامة الشعيرة بشكل آمن صحيًا وبما يحقق متطلبات الوقاية والتباعد الاجتماعي اللازم لضمان سلامة الإنسان وحمايته من مهددات هذه الجائحة، وتحقيقًا لمقاصد الشريعة الإسلامية في حفظ النفس البشرية.

### ردود الأفعال

#### دول
مصر: أعلنت وزارة الأوقاف المصرية دعمها لقرار السعودية، وقال الدكتور محمد مختار جمعة وزير الأوقاف، إنه في ظل تفشي وباء كورونا وانتشاره عالميا وتزايد أعداد المصابين به فإننا ندعم قرار المملكة العربية السعودية الشقيقة في قصر الحج على أعداد محدوة من الجنسيات المختلفة من الراغبين في الحج هذا العام 1441 هـ من الموجودين داخل المملكة. فيما أشادت دار الإفتاء المصرية بجهود السعودية معتبرة قرار إقامة الحج بأعداد محدودة يأتي استنادًا للقاعدة الفقهية «درء المفاسد مقدم على جلب المصالح»، وأن اتخاذ سلطات المملكة لهذا القرار جاء باعتباره ضرورة ملحة في ظل الظروف الراهنة وما يعانيه العالم من انتشار جائحة كورونا. وأكد شيخ الأزهر الدكتور أحمد الطيب، أن قرار المملكة تنظيم فريضة الحج هذا العام بعدد محدود للراغبين في أداء مناسك الحج لمختلف الجنسيات من الموجودين داخل المملكة، هو قرار حكيم ومأجور شرعًا ويراعي عدم تعطيل فريضة الحج والحرص على سلامة حجاج بيت الله الحرام، وإعلاء حفظ النفس أهم مقاصد الشريعة الإسلامية، ويدل على وعي قيادة المملكة بخطورة فيروس كورونا، خاصة في ظل الانتشار المتسارع لهذا الوباء الذي يهدد أرواح الناس في كل مكان. كما أكدت غرفة شركات السياحة المصرية تأييدها التام لقرار المملكة لما يتضمنه من حرصٍ على إقامة فريضة الحج بشكل آمن صحيًا وبما يحقق متطلبات الوقاية والتباعد الاجتماعي.
 البحرين: أيدت مملكة البحرين القرار الذي اتخذته المملكة باقتصار موسم حج هذا العام على مواطني الدول الإسلامية المتواجدين فيها، وقال وزير العدل والشؤون الإسلامية والأوقاف الشيخ خالد بن علي آل خليفة إن مملكة البحرين تقّدر عاليًا هذا القرار الذي يأتي متوافًقا مع جوهر الدين الإسلامي الحنيف الذي جاء بحفظ الضرورات الخمس وهي الدين والنفس والعقل والعرض والمال، لافتًا إلى أن هذا القرار جاء حافظًا لشعيرة الحج.
 الإمارات العربية المتحدة: أعلن مكتب شؤون الحجاج بدولة الإمارات عدم المشاركة في موسم حج هذا العام استنادا إلى قرار وزارة الحج السعودية، مشيدا بالجهود المخلصة للمملكة، ومؤكدا أن القرار يأتي في إطار الإجراءات الوقائية والاحترازية للحد من انتشار المرض والمحافظة على صحة الناس وحياتهم.
كما أشاد بالقرار عدد كبير من الدول ومنها: جيبوتي وجمهورية القمر المتحدة. والأردن وفلسطين وعمان والسودان وتونس وباكستان وأفغانستان واليمن وماليزيا وسنغافورة وغانا وليبيا ولبنان وموريتانيا والمالديف ومفتي نيوزيلندا.

#### منظمات وهيئات
- منظمة التعاون الإسلامي: ثمّن الأمين العام لمنظمة التعاون الإسلامي الدكتور يوسف بن أحمد العثيمين العناية القصوى التي توليها المملكة لصحة ضيوف الرحمن وسلامتهم، وبذل العناية اللازمة لهم وبيّن أن تنظيم شعيرة الحج لهذا العام، في ظل استمرار الجائحة وعدم وجود علاج يحفظ للجميع سلامتهم، يضع المملكة أمام مسؤولية إنسانية وشرعية عظيمة، حيث إن حفظ النفس هو أحد الضرورات الخمس التي جاءت بها مقاصد الشريعة الإسلامية، وهو الأمر الذي يدعو المملكة لاتخاذ قرارات وإجراءات صارمة تستند إلى المعطيات الصحية الراهنة والقواعد الفقهية الراسخة، وتتماهى مع الرخص الشرعية التي شرعها الله سبحانه وتعالى لعباده عندما يصعب أداء العبادات أو المناسك. وقال:«إن نسبة كبيرة من الحجاج هم في العادة من كبار السن، وممن يُخشى عليهم من هذه الجائحة فيما لو قدموا للحج، منوهاً بإعلان بعض الدول الإسلامية عدم إرسال مواطنيها للحج هذا العام خوفاً على سلامتهم».[55]

- رابطة العالم الإسلامي: أصدرت الرابطة بياناً يؤيد ما اتخذته حكومة المملكة العربية السعودية من إجراءات احترازية لحج العام 1441هـ، ويوضح أن الظرف الطارئ لجائحة كورونا المستجد يُمثل حالة استثنائية يتعين شرعاً أخذُها ببالغ الاهتمام والاعتبار، وذلك حفاظاً على سلامة حجاج بيت الله الحرام في أبدانهم وأرواحهم، وذكر البيان أن الرابطة تلقت اتصال عدد من كبار مفتي وعلماء العالم الإسلامي فور صدور هذا القرار الموفق، حيث أكد علماء الأمة على حكمته وحُسن تدابيره بوصفه إجراء احترازياً تتطلبه الضرورة الشرعية، نظراً لكون هذه الجائحة المَخُوَفَةِ لا تزال تُمَثّل خُطورةً لا يُستهان بها في سرعة انتشار عدواها ولاسيما عند التجمعات التي تُشَكّل كثرتُها تهديداً كبيراً للأبدان والأرواح يصل إلى غلبة الظن المُنَزَّلَةِ منزلةَ اليقين في الشريعة، وقد قال اللهُ تعالى: «وَلَا تَقْتُلُوا أَنفُسَكُمْ إِنَّ اللَّهَ كَانَ بِكُمْ رَحِيمًا».[56]

- جامعة الدول العربية: رحبت الجامعة بقرار المملكة، وقالت الأمين العام المساعد رئيس قطاع الشؤون الاجتماعية بالجامعة العربية السفيرة هيفاء أبو غزالة في تصريح لها «إن هذا القرار الحكيم لحكومة المملكة جاء حفاظاً على صحة الحجاج وسلامتهم في ظل استمرار جائحة كورونا، وخطورة تفشي العدوى في التجمعات والحشود البشرية، والتنقلات بين دول العالم، واستمرار زيادة معدل الإصابات عالميًا».[57]

- البرلمان العربي: أكد رئيس البرلمان العربي الدكتور مشعل السُّلمي أن هذا القرار يعكس حرص المملكة الشديد على إقامة شعيرة الحج بشكل آمن صحيًا وبما يحقق متطلبات الوقاية والتباعد الاجتماعي اللازم لضمان سلامة الحجاج وحمايتهم من مخاطر هذه الجائحة، وتحقيقًا لمقاصد الشريعة الإسلامية في حفظ النفس البشرية.[58]

- هيئة كبار العلماء: أعلنت هيئة كبار العلماء تأييدها ما قررته حكومة المملكة بأن يكون الحج هذا العام 1441هـ بعدد محدود جداً من داخل المملكة حفاظاً على صحة الحجاج وسلامتهم.[59]
- رئاسة شؤون الحرمين: أشاد الرئيس العام لشؤون المسجد الحرام والمسجد النبوي الشيخ الدكتور عبد الرحمن السديس، بقرار وزارة الحج والعمرة المتعلق بحج هذا العام 1441هـ وقال إن القرار الذي لاقى مباركة إسلامية ودولية يأتي حرصا من السعودية على سلامة المسلمين وعامة الناس، ومجنبا إياهم الأخطار.[60]
- المجلس العالمي للمجتمعات المسلمة: أكد رئيس المجلس الدكتور علي راشد النعيمي، دعم المجلس لقرار وزارة الحج والعمرة في المملكة العربية السعودية، وأشار إلى أهمية القرار في هذا الوقت الراهن والدقيق، بغية الحفاظ على النفس البشرية، تحقيقًا لمقاصد الشريعة الإسلامية وقيام مصالح الدين والدنيا وعدم اختلال نظام الحياة، وبالتالي إقامة هذه الشعيرة امتثالاً للإجراءات الاحترازية والتوجيهات والإرشادات الرسمية وكذلك متطلبات الوقاية والتباعد الاجتماعي، لحماية النفس من جائحة كورونا التي أصابت أكثر من 180 دولة حول العالم.[61]

- ببب منظمة الصحة العالمية: قالت على لسان مديرها تيدروس أدهانوم غيبريسوس إنه يدعم قرار السعودية بحظر دخول حجاج من الخارج لآداء مناسك الحج هذا العام بهدف الحد من انتشار فيروس كورونا المستجد.[62] كما أن حساب المنظمة على تويتر غرد ب: «نرحب بقرار المملكة العربية السعودية بأن يكون موسم الحج لهذا العام قاصراً على الحجاج المقيمين في السعودية بناءً على تقييم المخاطر لجائحة كوفيد 19⁩ بما يتوافق مع إرشادات ⁦المنظمة من أجل سلامة الحجيج وتعزيز الأمن الصحي في الدولة وخارجها.»[63]

كما لقي القرار ترحيبا من مجلس الإمارات للإفتاء والمجلس الأعلى للمسلمين في مدغشقر ومركز الدعوة الإسلامية لأمريكا اللاتينية ومجلس علماء باكستان ومجلس الأئمة الأسترالي ومَجْمع الفقه الإسلامي السوداني وهيئة علماء السودان وجمعية أهل الحديث الباكستانية ومجلس الشيوخ الباكستاني والمجلس الأعلى للأئمة والشؤون الإسلامية في البرازيل ومجمع الفقه الإسلامي الدولي والندوة العالمية للشباب الإسلامي ومجلس التعاون لدول الخليج العربية وكثير من المنظمات والهيئات والاتحادات والممثليات الإسلامية في العالم.

## خطوات احترازية سابقة
الحكومة السعودية تحركت مبكرا في اتخاذ إجراءات ساعدت في السيطرة على الفيروس بعد ظهور أول حالة مؤكدة بها في الثاني من مارس، بما في ذلك قيود على السفر ومنع تجول على الصعيد الوطني استمر شهرين، لكنها بدأت تخفيف القيود في أواخر مايو، وبدأت الإصابات والوفيات اليومية تزداد. وتم تسجيل أكثر من 3 آلاف حالة يوميا خلال شهر يونيو، بينما تجاوز عدد الوفيات 857. وفي 21 يونيو سمحت السعودية بالعودة للحياة الطبيعية محليا مع التشديد على الالتزام بالبروتوكولات والإجراءات الاحترازية.
ومنذ 2 مارس 2020 عندما أعلن عن أول حالة في المملكة العربية السعودية، اتخذت إجراءات صحية احترازية. كان منها بعض الاجراءات المتعلقة بصورة أو أخرى بالحج، وكان من ابرزها: تعليق العمرة مؤقتًا للمواطنين والمقيمين في المملكة في 4 مارس 2020. وفي اليوم التالي تم اتخاذ المزيد من الخطوات الاحترازية فيما يتعلق بالمسجد الحرام في مكة المكرمة والمسجد النبوي الشريف، والتي تشمل إغلاقاً يومياً مؤقتاً للمسجد الحرام لأغراض التعقيم. وللحيلولة دون تفشي فيروس كورونا بشكل واسع، قررت السلطات تعليق الصلاة في ساحات الحرمين منذ 18 مارس. فيما استبقته بقرار آخر هو تعليق أداء فريضة العمرة في شهر فبراير للمواطنين والمقيمين في المملكة ولكل المعتمرين الذين يأتون من مختلف أنحاء العالم.

## التحديات
استطاعت السعودية تنظيم الحج خلال تفشى أوبئة سابقة مثل الإيبولا وسارس، إلا أن النطاق العالمي لوباء كورونا مثّل تحديا أكثر صعوبة بشكل كبير. إضافة إلى أنه من الصعب جدا، بل من شبه المستحيل تحقيق التباعد الاجتماعي في مواسم الحج، خصوصا مع الأعداد المليونية للحجاج. هناك عوامل دولية أخرى أثرت بطريقة مباشرة على الحج، ومنها:

### قيود السفر

بعض الدول التي فرضت حظرًا عالميًّا على السفر نتيجة جائحة فيروس كورونا 2019–20
الحظر الحالي على المسافرين الأجانب
الحظر السابق على المسافرين الأجانب

فرضت العديد من الدول والمناطق في إطار مكافحتها لجائحة فيروس كورونا 2019–20 حجرًا صحيًّا، وقيودًا على السفر، أو حظرًا لدخول المواطنين أو الزائرين القادمين من المناطق الأكثر تضررًا. أيضًا تفرض دول ومناطق أخرى قيودًا عالميةً تنطبق على جميع البلدان والمناطق الأجنبية، أو تمنع مواطنيها من السفر إلى الخارج. بدأت حكومة السعودية فرض قيودٍ على السفر في 6 فبراير بدايةً بتعليق سفر المواطنين والمقيمين إلى جمهورية الصين،، وتلى ذلك تعليقٌ للسفر لعددٍ من الدول، وتقرر تعليق الرحلات الجوية الدولية للمسافرين بشكلٍ كاملٍ - إلا في الحالات الاستثنائية - لمدة أسبوعين، اعتبارًا صباح يوم الأحد 15 مارس 2020 م، تلاه تمديدٌ لهذا التعليق إلى إشعارٍ آخر.

### الحجر الصحي والعزل الذاتي
```
فرضت العديد من الحكومات 
الحجر الذاتي
، أو أوصت به، على جميع السكان الذين يعيشون في المناطق المصابة.
[
88
]
[
89
]
 فُرضِت أقوى تعليمات للحجر الذاتي على المجموعات عالية الخطورة. نُصح الأشخاص الذين يُحتمل أنهم خالطوا شخصًا مصابًا بكوفيد-19 وأولئك الذين سافروا مؤخرًا إلى بلد أو منطقة تنتشر فيها العدوى على نطاق واسع بالحجر الذاتي لمدة 14 يومًا من تاريخ آخر تعرض محتمل.
[
90
]
```

تقوم الحكومة السعودية ممثلةً في وزارة الصحة منذ ظهور أول حالةٍ لفيروس كوفيد-19 في السعودية بتطبيق إجراءات الحجر الصحي على جميع القادمين من خارج السعودية لمدة 14 يومًا بعد عودتهم إلى المملكة سواء كان ذلك في مقرات مخصصة من وزارة الصحة أو وجهوا منها بعزل أنفسهم في منازلهم. وفي 11 يونيو 2020، بدأت في تطبيق الحجر المنزلي على القادمين من خارج المملكة، مع ضرورة استخدام تطبيق «تطمن» والذي يهدف إلى متابعة الحالات الصحية للمواطنين والمقيمين المحالين إلى العزل الصحي أو المنزلي، والذي أطلقته وزارة الصحة في 11 أبريل 2020.

### التباعد الاجتماعي

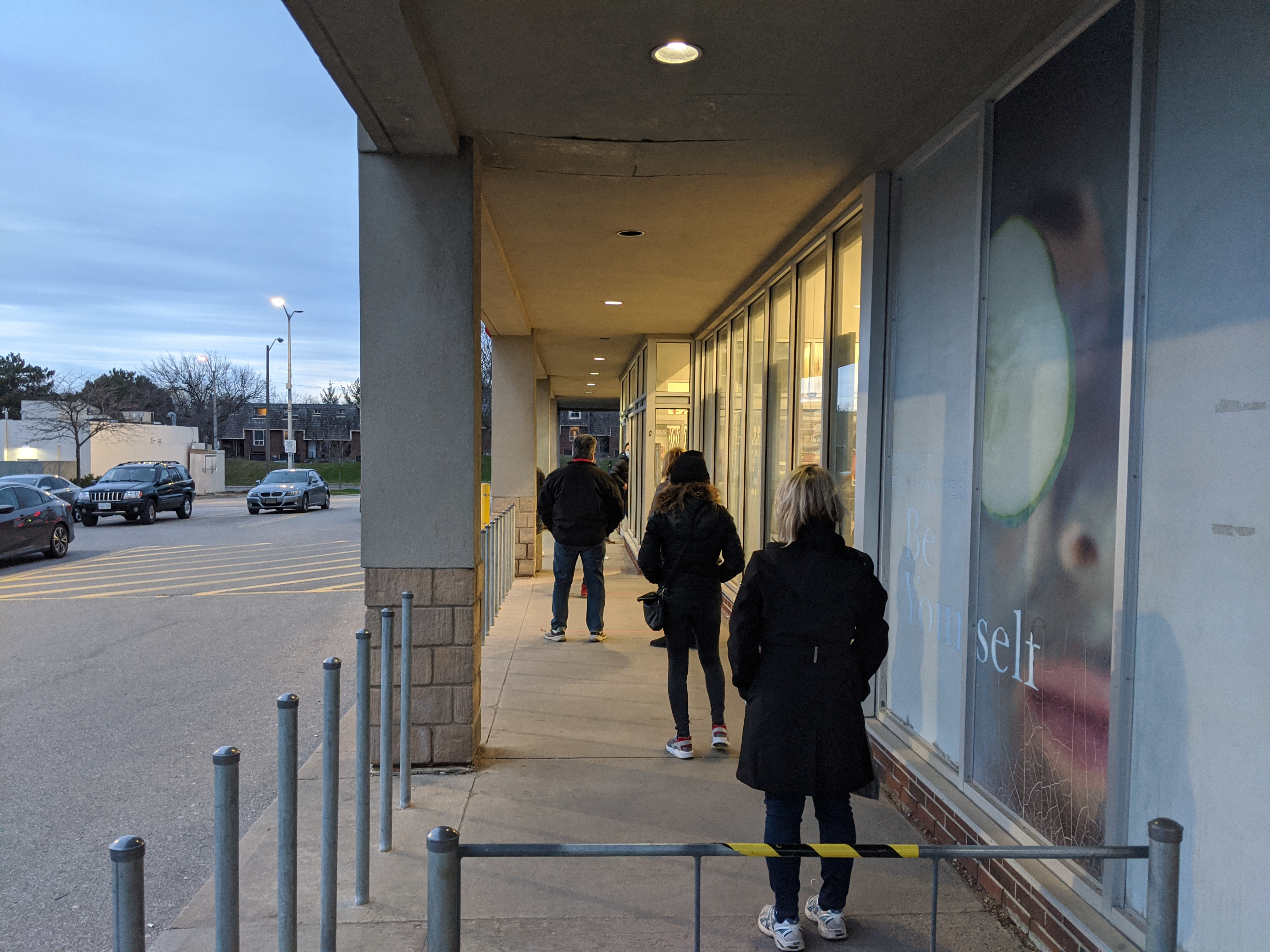
التباعد الاجتماعي في تورنتو، والسماح بوجود عدد محدود من الزبائن داخل المحل.

يتضمن التباعد الاجتماعي (يُعرف أيضًا باسم التباعد الجسدي) إجراءات مكافحة العدوى التي تهدف إلى إبطاء انتشار المرض عبر تقليل التماس القريب بين الأفراد. تشمل الطرق الحجر الصحي؛ وتقييد السفر؛ وإغلاق المدارس وأماكن العمل والملاعب والمسارح ومراكز التسوق. يمكن للأفراد تطبيق أساليب التباعد الاجتماعي من خلال البقاء في المنزل، والحد من السفر، وتجنب الأماكن المزدحمة، وإلقاء التحية دون تماس، وإبعاد أنفسهم جسديًا عن الآخرين. فرضت العديد من الحكومات الآن التباعد الاجتماعي، أو أوصت به، في مناطق تفشي المرض. ساهم عدم التعاون مع إجراءات التباعد في بعض المناطق في زيادة انتشار الوباء.
قُلص الحد الأقصى لحجم التجمع الذي أوصت به الهيئات الحكومية الأمريكية والمنظمات الصحية بسرعة من 250 شخصًا (في حال عدم وجود انتشار معروف لكوفيد-19 في المنطقة) إلى 50 شخصًا، ولاحقًا إلى 10. في 22 مارس 2020، حظرت ألمانيا التجمعات العامة لأكثر من شخصين. وجدت مراجعة أجرتها مؤسسة كوكرين أن الحجر الصحي المبكر مع تدابير الصحة العامة الأخرى فعال في الحد من الوباء، ولكن أفضل طريقة لسياسات التبني والإرخاء غير مؤكدة، إذ تختلف تبعًا للظروف المحلية.

## المخاطر المتوقعة
ما يهم العالم والسعودية هو احتواء فيروس كورونا قبل كل شيء. فالسعودية قد قامت بتعليق العمرة والدراسة وتعليق المصالح الحكومية والخاصة والأعمال التجارية والاقتصادية، وطلبت التريث من الدول الإسلامية حتى تتضح الرؤية وتتطور المواقف باتجاه هذه الجائحة، قبل أن تقرر - بناء على ما أوضحته وزارة الصحة - إقامة الفريضة بأعداد محدودة جدا.
قامت كثير من دول العالم بحظر حركة مواطنيها، وإلزامهم البقاء في منازلهم، وإيقاف كافة وسائل النقل العام والخاص، وغلق كافة المحلات التجارية والحرفية وتعليق جميع الخدمات وتعليق الدراسة في المدارس والجامعات وتعليق حركة الطيران، مع تطبيق العقوبات على مخالفة تلك التعليمات، وما تقتضيه المصلحة الشرعية والوطنية من ضرورة الحفاظ على النفس كونها من أهم المقاصد الضرورية التي ينبغي الحفاظ عليها.

### صحية
يواجه كبار السن وأولئك الذين يعانون من أمراض باطنية مثل مرض السكري وأمراض القلب والأمراض التنفسية وارتفاع ضغط الدم ومرضى التثبيط المناعي خطرًا أكبر للإصابة بالمرض وحدوث مضاعفات خطيرة، ونصحت مراكز السيطرة على الأمراض والوقاية منها ببقائهم في المنزل قدر الإمكان في مناطق التفشي المجتمعي. وهناك تخوف من صعوبة السيطرة على انتشار الفيروس أثناء السفر والتجمعات. كما أن الأماكن المقدسة في السعودية، التي تستقطب ملايين الحجيج والمعتمرين كل عام، تعد مصدرا محتملا لنقل العدوى.

### جغرافية

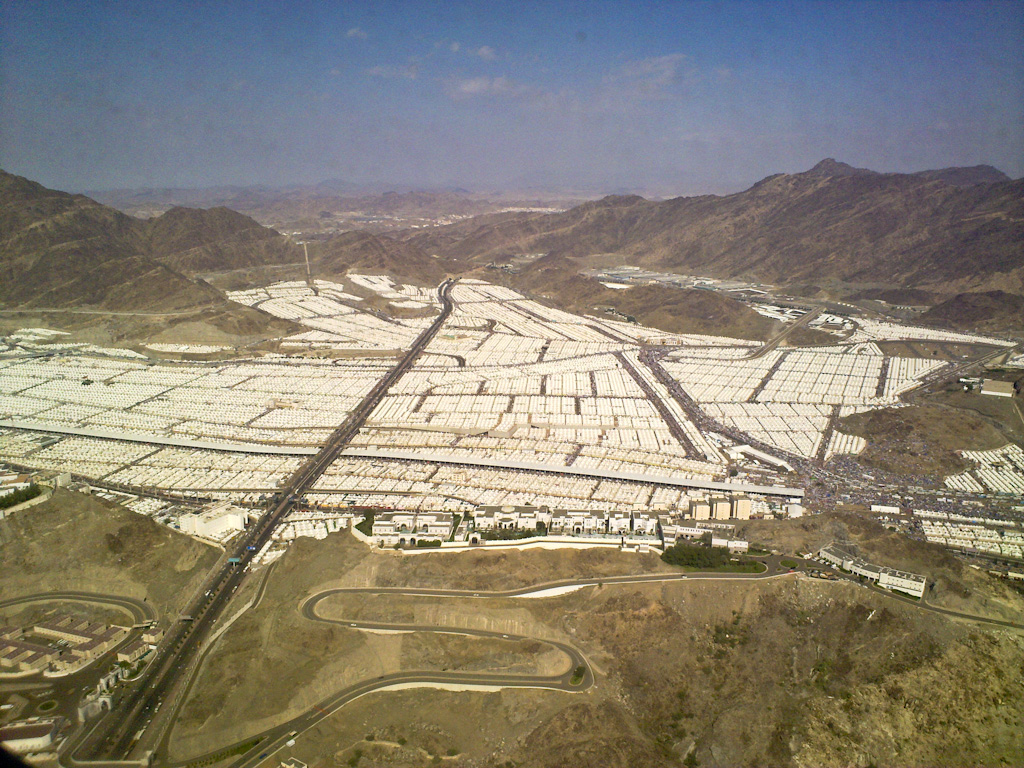
مشعر منى

محدودية المساحات في المشاعر المقدسة وكذلك في المسجد الحرام، والمسجد النبوي، تزيد صعوبة تطبيق التباعد الجسدي بين الحجاج بأعداد كبيرة.

## الأحداث والفعاليات الملغاة
تسبب وباء فيروس كورونا 2019-2020 في إلغاء أو تأجيل العديد من الأحداث والفعاليات الكبرى حول العالم. من بين الأحداث الأكثر تأثرًا كانت الألعاب الأولمبية الصيفية 2020 والتي تم تأجيلها إلى عام 2021. كما أجل معرض إكسبو 2020، والذي كان مقرر أن تستضيفه إمارة دبي في دولة الإمارات العربية المتحدة خلال الفترة من 20 أكتوبر 2020 إلى 10 إبريل 2021 ليصبح في أكتوبر 2021. كما عُدّلت العديد من الفعاليات لمنع الاختلاط المباشر، بابعاد الجمهور أو أن يتم عقدها عبر مؤتمرات عن بُعد. وهناك المئات من المناسبات والفعاليات الأخرى التي ألغيت أو أجلت عالميا وذلك بعد ارشادات منظمة الصحة العالمية بإلغاء أي مؤتمرات أو احتفالات خوفاً من تزايد انتشار الفيروس.

## توقف الحج عبر التاريخ
لم يسبق للمملكة العربية السعودية منذ تأسيسها في عام 1932م، أن ألغت الحج، كذلك لم يلغَ الحج منذ ظهور الإسلام إلى يومنا هذا إلا في زمن عمر بن الخطاب حينما كان وباء الطاعون منتشرا في المنطقة. فقرر ثاني الخلفاء الراشدين إلغاء فريضة الحج. وتذكر المصادر التاريخية، أن الحج توقف نحو 40 مرة من قبل. وكان أبرزها:
- 251 هـ / 865م، أُبطل الحج بعد أن شهد مذبحة على صعيد عرفة، عندما هاجم إسماعيل بن يوسف العلوي هو ومن معه الحجاج فقتلوا أعدادا كبيرة.[109]
- 317 هـ / 930م، أغار القرامطة على المسجد الحرام معتبرين أن الحج من شعائر الجاهلية. ووقف أبو طاهر القرمطي أمام باب الكعبة في الثامن من ذي الحجة عام 317 الهجري، ونادى بأتباعه قائلاً «أجهزوا على الكفار وعبدة الأحجارـ ودكوا أركان الكعبة واقتلعوا الحجر الأسود». سرق الحجر الأسود وغاب 22 عاما.ويقال إن موسم الحج آنذاك شهد مجزرة خلفت ما لا يقل عن 30 ألف قتيل من الحجاج الذين دفنوا في موقعهم دون غسل ولا كفن أو صلاة. كما قام القرامطة بطمر بئر زمزم بوضع ثلاثة آلاف جثة فيها.[110]
- 383 هـ / 983م قيل إنه لم يحج أحد من العراق بسبب الفتن والخلافات بين خلفاء بني العباس وخلفاء بني عبيد.
- 1213م هجرية توقفت رحلات الحج في أثناء الحملة الفرنسية، وفي سنة 1344 هجرية، حدث ما سمى بالمحمل المصرى وتسبب عنه انقطاع الحج تمامًا من مصر.
- 1253م، عاد أهل بغداد للحج بعد توقف دام 10 سنوات بعد وفاة الخليفة المستنصر.
- 1257م، لم يحج أحد من أهل الحجاز، ولم ترفع راية من رايات الملوك في مكة.
- 1814م مات نحو 8000 شخص في الحجاز بسبب الطاعون.
- 1831م / عام 1246 هجري شهد تفشياً لوباء قادم من الهند، تسبب بمقتل ما لا يقل عن ثلاثة أرباع الحجاج المتوافدين آنذاك.[110]
- 1837م حتى 1840 شهدت الحجاز تفشي الأوبئة.
- 1846م، حتى 1883م تفشى وباء الكوليرا.
- 1858م، انتشر وباء دفع الناس للهروب من الحجاز، وتم حجرهم صحيا.
- 1864م شهد موت ألف حاج يوميا لتفشي وباء شديد الخطورة.
- 1871م تفشى الوباء حتى اضطر الأطباء المصريون للسفر إلى مكة.

## تأثيرات الجائحة على شعائر إسلامية أخرى

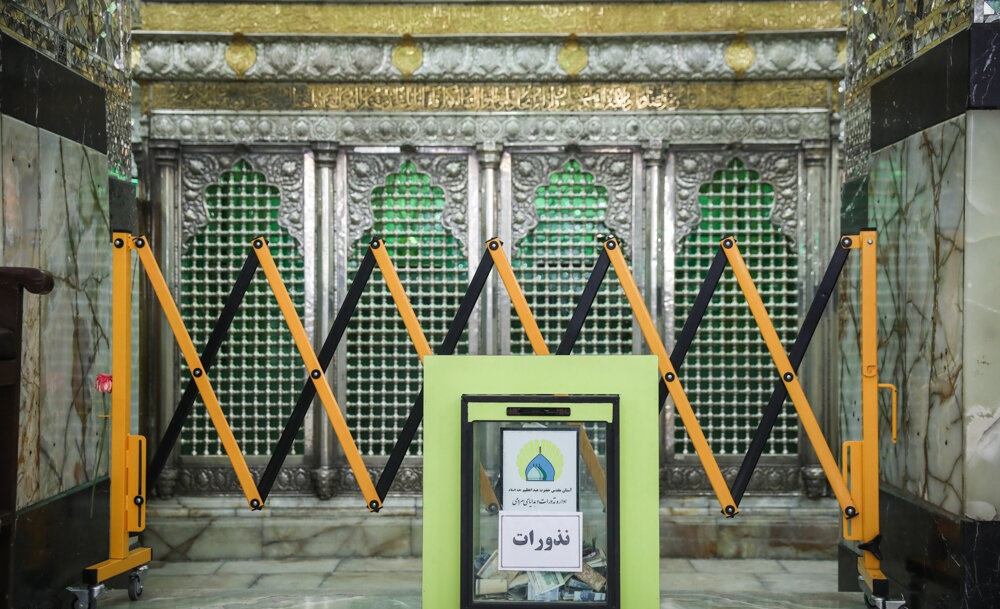
مرقد الشاه عبد العظيم الحسني في الري، إيران مغلقًا

مع ظهور فيروس كورونا وانتشاره في أكثر من 200 دولة حول العالم، وإصابة نحو 8 ملايين شخص ووفاة أكثر من 430 الف آخرين حتى منتصف يونيو 2020 اتخذت دول العالم تدابير تتعلق بممارسة الشعائر الدينية، وكان من أبرز تلك الإجراءات:
تعليق الصلاة في المساجد
تم تعليق صلاة الجمعة والجماعة، وغلق المساجد في دول عديدة حول العالم، منها: الجزائر، ومصر،
- أغلقت السعودية المسجد الحرام في مكة أمام المعتمرين وحظرت لمس الكعبة، منعا لانتقال العدوى. في 5 مارس، أضافت الحكومة السعودية خطوات أخرى بخصوص المسجد الحرام في مكة والمسجد النبوي في المدينة المنورة، والتي تضمنت إغلاقًا مؤقتًا للمسجد الحرام لأغراض التعقيم. في 20 مارس، أُغلق المسجدان أمام الجمهور.[113][114][115]

- أوصت الجمعية الإسلامية لأمريكا الشمالية والرابطة الطبية الإسلامية الكندية والمجلس الكندي للأئمة بتعليق تجمُّع المصلين ليوم الجمعة.
- أغلقت قبة الصخرة، وعلق أداء الصلوات في المسجد الأقصى لأكثر من شهرين.[116][117][118]
- أُغلِقت المساجد في سنغافورة وماليزيا.
- أُغلِق ضريح الإمام رضا (الحضرة الرضوية)، ومدفن فاطمة بنت موسى الكاظم (حرم فاطمة معصومة)، ومرقد الشاه عبد العظيم الحسني، ومسجد جمكران في إيران مؤقتًا. كما عُلق الاجتماع لصلاة الجمعة.
- حثت المؤسسات الدينية في كل من الكويت والمملكة العربية السعودية بقوة الناس على الصلاة في منازلهم وتجنب الذهاب إلى المساجد للصلوات الخمس ويوم الجمعة.
- أصدر مجلس العلماء الإندونيسي فتوى تنصح المسلمين بالصلاة في منازلهم وتجنب المساجد التي انتشر فيها المرض بشدة.
- فرضت رئاسة الشؤون الدينية التركية حظرًا على الصعيد الوطني على تجمعات الصلاة في المساجد، بما في ذلك صلاة الجمعة.[119][120]

## التأثير الاقتصادي
لا تستثمر السعودية في الحج والعمرة بل تنفق المليارات سنويًا في تطوير المشاعر المقدسة من أجل خدمة الحجاج والشعائر الدينية المقدسة. في المقابل فإن تقليص أعداد الحجاج يؤثر على كثير من المنشآت والمرافق التجارية الخاصة بمبالغ تقدر بمليارات الدولارات.

## وصلات خارجية
- الموقع الرسمي لوزارة الحج والعمرة
- البوابة الوطنية - وزارة الحج